# Narmandach Artagiin
Narmandach Artagiin (mongolisch Артагийн Нармандах, ᠠᠷᠲᠠᠭ ᠤᠨ ᠨᠠᠷᠮᠠᠨᠳᠠᠬᠤ; * 8. März 1997 in der Mongolei) ist ein mongolischer Fußballspieler.

## Karriere

### Verein
Bis 2018 spielte Artagiin im Verein Deren FC. Von 2018 bis 2022 stand er beim Ulaanbaatar City FC unter Vertrag. 2022 wechselte er zum SP Falcons.

### Nationalmannschaft
Artagiin spielt seit 2018 für die Nationalmannschaft der Mongolei. Sein Debüt gab in der A-Nationalmannschaft am 2. September 2018 in einem Spiel der Fußball-Ostasienmeisterschaft 2019 gegen die Macauische Fußballnationalmannschaft. Bisher absolvierte er 17 Länderspiele.